# Bubble (filme)
Bubble (バブル, Baburu) é um filme de animação japonês produzido pelo estúdio Wit. O filme é dirigido por Tetsuro Araki e escrito por Gen Urobuchi e apresenta desenhos de personagens de Takeshi Obata e música composta por Hiroyuki Sawano. O filme teve exibições iniciais no Festival Internacional de Cinema de Berlim em fevereiro de 2022. Ele foi seguido por seu lançamento mundial na Netflix no dia 22 de abril de 2022 antes de ser lançado nos cinemas no Japão no dia 13 de maio.